# Спарта (мифология)
Спарта (др.-греч. Σπάρτα) — в древнегреческой мифологии жена легендарного царя Лакедемона, который был сыном Зевса.
Спарта была одной из двух дочерей царя Еврота; вторую звали Тиаса. Согласно преданиям, записанным Павсанием, её отец, не имея наследников мужского пола, оставил своё царство Лакедемону. Став царём, он изменил название страны на Лакедемон и основал город Спарту, который назвал в честь жены.
В браке Спарта стала матерью Амикла и Эвридики (жены аргосского царя Акрисия) и бабушкой Гиацинта. Она также была прародительницей царя Спарты Тиндарея, его брата Икария и их детей: Клитемнестры, Диоскуров и Пенелопы.